# Leptonetela biocellata
Espèce
Leptonetela biocellata est une espèce d'araignées aranéomorphes de la famille des Leptonetidae.

## Distribution
Cette espèce est endémique du Hunan en Chine,. Elle se rencontre dans la grotte Yunv dans le xian de Xinning.

## Description
Le mâle holotype mesure 2,45 mm et la femelle paratype 2,43 mm.

## Publication originale
- He, Liu, Xu, Yin & Peng, 2019 : Description of three new species of spider genus Leptonetela Kratochvíl, 1978 from caves of Hunan Province, China (Araneae, Leptonetidae). Zootaxa, no 4554(2), p. 584-600.